# Arqueología en El Salvador
La Arqueológía en El Salvador está constituida por toda la evidencia y vestigios humanos de épocas pasadas encontrados en la República de El Salvador que han sido estudiados científicamente.
En El Salvador existieron varias poblaciones indígenas a lo largo de todo el territorio; siendo las principales los mayas, nahuas y lencas. Existen varios sitios arqueológicos, tales como Tazumal localizado al occidente del país, en la ciudad de Chalchuapa, departamento de Santa Ana (que es es uno de los complejo arqueológico más grandes del país).
En la región central se encuentran el sitio arqueológico San Andrés y Joya de Cerén. Este último, fue declarado Patrimonio Cultural de la Humanidad, ya que ahí se encontraron restos de una aldea que fue sepultada por ceniza volcánica, producto de la erupción del volcán Loma Caldera , también aquí hay un museo con artefactos encontrados durante las excavaciones. Al Oriente, se encuentran el sitio arqueológico Quelepa en el departamento de San Miguel.
Aunque poco se ha hablado de ello, en El Salvador se ha dado de nuevo inicio a las excavaciones arqueológicas. Ya que en el pasado se le dio poca importancia a este actividad debido al conflicto político que se vivió. Pero cabe destacar que existen numerosos sitios arqueológicos que están siendo registrados por el Departamento de Arqueología, esto a través del Proyecto Atlas Arqueológico.